# 5ive
I Five sono una boy band britannica formato nel 1997 e scioltosi nel 2001, per poi riformarsi nel 2013.

## Storia

### La creazione e gli inizi (1997-1998)
Il gruppo è stato fondato nei primi mesi del 1997 da Chris Herbert, il quale insieme al padre Robert ha fatto parte dello stesso management che aveva inizialmente selezionato le Spice Girls. Nel novembre 1997 rilasciano il loro singolo d'esordio Slam Dunk (Da Funk), che raggiunge il decimo posto nella classifica britannica
Col primo album Five, pubblicato il 22 giugno 1998, raggiunsero la vetta delle classifiche europee. 

### Invincible, Kingsize e lo scioglimento (2001)
Nel 1999 uscì il secondo album, Invincible, dai quali vennero estratti i singoli di successo If Ya Gettin' Down, We Will Rock You e Keep On Movin'. Il 3 marzo 2000, ai BRIT Awards, si esibirono con una cover della canzone dei Queen We Will Rock You, vincendo il loro primo BRIT Award.
Nel maggio 2001 pubblicarono il loro terzo albu, Kingsize, tuttavia nei mesi successivi iniziarono a esserci dei problemi all'interno del gruppo, causati dal malcontento del membro Sean Conlon, che nel video di Let's Dance, rilasciato il 13 agosto del medesimo anno, fu addirittura sostituito da una sua raffigurazione in cartone. Il 27 settembre successivo annunciarono il loro scioglimento ufficiale, pubblicando i loro due ultimi singoli Closer to Me e Rock the Party nell'ottobre e una greatest hits a novembre.

### I tentativi di Reunion (2006-2007) e la reunion con tre membri con il nuovo albumTime(2012-2024)
Il 17 settembre 2006 è stato annunciato che il gruppo si sarebbe riunito con nuovo materiale inedito, discorso prima posticipato all'anno successivo e poi annullato. Nel 2012 si torna a parlare della possibilità di reunion del gruppo, questa volta annunciata da Sean Conlon. L'anno successivo annunciano un tour invernale nel Regno Unito, che segna il ritorno della band dopo 12 anni di assenza dai palchi. Il tour, chiamato 5ive Greatest Hits Tour, avviene nei mesi di novembre e dicembre del 2013 e non vede la presenza di Jason Brown. Tuttavia, nell'agosto 2014, è Richard "Abs" Breen ad abbandonare la ritrovata formazione, lasciando il gruppo con soli tre membri. Nell'aprile 2019, sempre con la formazione a tre, annunciano la loro partecipazione insieme alle boyband A1, 911 e Damage al tour Boys are Back, previsto per il febbraio 2020 nel Regno Unito.
Nel 2021, sempre con la formazione a tre per l'assenza di Abs e J, rilasciano nuovo materiale, in particolare i due singoli Shangri-La e Making Me Fall. Questi singoli anticipano la pubblicazione del loro quinto e nuovo album, Time, rilasciato il 4 febbraio 2022. Il 5 marzo 2024 annunciano un tour australiano, avvenuto nello stesso mese in 5 date.

### Ritorno alla formazione originale (2025)
Nel marzo 2025 viene annunciato il ritorno nel gruppo di Richard 'Abs' Breen e Jason 'J' Brown, facendo così ritornare il gruppo ai 5 membri originali e annunciano un tour a partire dall'ottobre dello stesso anno.

## Formazione
- Scott Robinson (1997-2001, 2013-)
- Richard Neville (1997-2001, 2013-)
- Sean Conlon (1997-2001, 2013-)
- Richard "Abs" Breen (1997-2001, 2013-2014, 2025-)
- Jason "J" Brown (1997-2001, 2025-)

## Discografia

### Album in studio
- 1998 - 5ive
- 1999 - Invincible
- 2001 - Kingsize
- 2022 - Time

### Raccolte
- 2001 - Greatest Hits

### Singoli
- 1997 - Slam Dunk (Da Funk)
- 1998 - When the Lights Go Out
- 1998 - Got the Feelin'
- 1998 - Everybody Get Up
- 1998 - Until the Time Is Through
- 1999 - It's The Things You Do
- 1999 - If Ya Gettin' Down
- 1999 - Keep on Movin'
- 1999 - How Do Ya Feel
- 2000 - Don't Wanna Let You Go
- 2000 - We Will Rock You
- 2001 - Let's Dance
- 2001 - Closer to Me
- 2001 - Rock the Party

## Riconoscimenti
BRIT Awards
- 2000 - Best Pop Act

MTV Europe Music Awards
- 1998 - The MTV Select Award

Silver Clef Awards
- 2000 - Best Newcomer

Smash Hits Poll Winners Party
- 1997 - Best New Act
- 1997 - Best Haircut a Scott
- 1998 - Best Haircut a Scott
- 1998 - Best British Band
- 1998 - Best Album
- 1998 - Best Cover
- 1999 - Best Haircut a Scott
- 1999 - Best British Band
- 2000 - Best British Band

TMF Awards
- 2000 - Best Single
- 2000 - Best Album
- 2000 - Best International Group

TV Hits Awards
- 1999 - Best New Band
- 2000 - Best Single per We Will Rock You